# Харрис, Дэвид Расселл
Дэвид Харрис (англ. David R. (Russell) Harris; 14 декабря 1930, Лондон — 25 декабря 2013) — британский археолог, географ и эколог. Доктор философии (1963), эмерит-профессор и в 1989—1996 директор UCL Institute of Archaeology. Член Британской академии (2004).

## Биография
Родился на северо-западе Лондона в семье священника, переквалифицировавшегося во врачи; третьим из четверых детей. Еще в школе Дэвид познакомился со своей будущей супругой (она станет школьной учительницей, а поженятся они в 1957). Также в подростковом возрасте на него окажет большое впечатление книга В. Гордона Чайлда «Что произошло в истории» (1942).
Перед поступлением в Оксфорд, сразу после школы полтора года отслужил в Королевских военно-воздушных силах; затем изучал географию в Университетском колледже Оксфорда (бакалавр BA с отличием, 1953). Там же в Оксфорде в 1955 получит степень B.Litt., защитив работу по Тунису. В том же году по King George VI Memorial Fellowship отправится на учебу в США, поступит в качестве студента-исследователя в Калифорнийский университет в Беркли. Окончил там курсы по ботанике и антропологии; большое влияние на него там окажет географ Карл Зауер (Харрис написал у него две курсовые работы, в частности по сельскому хозяйству в доисторической Европе). В 1965 диссертация Харриса будет опубликована издательством Калифорнийского университета. После защиты докторской он станет преподавателем географии в колледже Королевы Марии (QMC), а с 1964 года — преподавателем на географическом факультете Университетского колледжа Лондона, ридером с 1973. Его близким другом станет там Paul Wheatley (geographer).
В 1980 он устраивается в Институт археологии Лондонского университета (впоследствии — в составе UCL, это слияние произошло не без важного участия самого Д. Харриса), став профессором (1979-98) и завкафедрой. Президент Prehistoric Society (1990—1994). С 2000 почетный феллоу UCL. Редактор-основатель Archeology International (с первого номера 1997/8 по восьмой 2004/5). Автор Британники.
Его последний крупный зарубежный полевой проект был начат им в 1989 на неолитической стоянке Джейтун в пустыне Каракумы (Туркменистан), по приглашению В. М. Массона. Преемник Д. Харриса на посту директора Института археологии UCL Питер Уко являлся его собственным старым другом. Как отмечают, сам Харрис во многих отношениях считал своим интеллектуальным наследником Dorian Fuller.
Ключевые книги: The Origins and Spread of Agriculture and Pastoralism in Eurasia (1996) и The Archaeology of V. Gordon Childe: Contemporary Perspectives (1994), Foraging and Farming (1989), а также ставшая его последней крупной монографией Origins of Agriculture in Western Central Asia: Archaeological-Environmental Research in Turkmenistan (2010).
Остались вдова, дочери и внуки. С одной из его дочерей (Люси, 1964 г. р.) был близок и имел детей Нил Фолкнер.